# La toilette (Toulouse-Lautrec)
La toilette, olio su cartone di 67x54 cm, realizzato nel 1889 dal pittore Henri de Toulouse-Lautrec.
È un dipinto realizzato dal vero, proprio in una di quelle case d'appuntamento nelle quali l'artista passava molte ore della sua giornata. Il dipinto è attualmente conservato nel Musée d'Orsay. 

## Descrizione
Il taglio è fotografico, con evidente accentuazione del punto di vista dall'alto verso il basso. Il soggetto e i miseri arredi dell'ambientazione rimandano a Degas, del quale Lautrec si considerava ideale prosecutore. I colori sono utilizzati con parsimonia, in alcuni punti affiora persino il colore del cartone che funge da sfondo esso stesso. Le intuizioni impressioniste sono raccolte e superate, grazie anche a suggestioni realistiche vicine a Van Gogh.  La donna viene vista di spalle presentandosi in un aspetto di fragilità quasi commovente. Le spalle hanno una linea molto armoniosa. Su di esse la testa ha una postura molto diritta e serena. I capelli sono di un rosso molto delicato, raccolti in modo seducente. Le braccia e le gambe sono magre e delicate. Tutto ciò crea un contrasto evidente con l'attività della donna la quale, proprio per questa sua bellezza che non scompare, conserva una sua purezza virginale. La simpatia del pittore è tutta per lei.  La donna ha appena finito di lavarsi in una vasca che si intravede accanto alla sua testa. Si sta ripulendo seduta a terra su alcuni asciugamani. Il fatto che sia appena uscita dall'acqua ne accentua simbolicamente l'avvenuta purificazione.  La stanza si presenta povera e spoglia. Il pavimento è un normale parquet a listoni paralleli su cui sono posati pochi oggetti: la poltroncina e il divanetto di vimini, la tinozza per il bagno.  La tecnica pittorica risulta molto sapiente e sicura. Toulouse-Lautrec stende i colori secondo linee veloci e marcate. L'immagine prende mirabilmente forma con tratti che si intessono senza perdere la loro evidenza lineare. I colori sono molto delicati e definiscono dei riflessi che danno alle cose una sensazione di grande verità.  La pittura di Toulouse-Lautrec ha anch'essa decisamente superato l'impressionismo. Benché egli si consideri il continuatore di Degas, di cui conserva il tipo di inquadratura evidente anche in questo quadro, la sua pittura è oramai alla ricerca di significati e di contenuti che non sono più quelli superficiali e festosi della pittura impressionista.

## Collegamenti
- La Toilette (Amisani)